# Síndrome floral

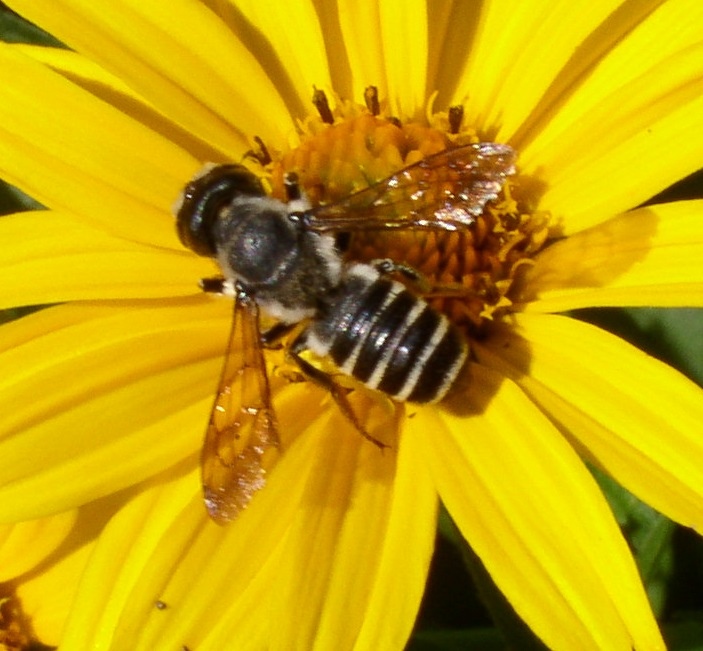
Abella Megachile pol·linitzant un gira-sol (melitofília)

Una síndrome floral és un conjunt de caràcters de les flors destinades a atraure un tipus particular de pol·linitzador. Caràcters tals com la forma, la mida, el color, el tipus i la quantitat de recompensa, la composició química del nèctar, l'horari i època de floració, són importants en l'eficiència del procés. Per exemple, les flors tubulars, vermelles amb abundant nèctar atrauen els ocells, però les flors de mala olor i color de carn podrida atreuen certs tipus de mosques. Les síndromes són el resultat de l'evolució convergent en resposta a similars pressions selectives.

## Síndromes florals abiòtics
Aquests no atreuen animals. No obstant això, les flors presenten conjunts compartits de caràcters. Així, les gimnospermes o plantes sense flors també són pol·linitzades pel vent i els seus òrgans reproductors s'assemblen a les flors de plantes anemòfiles.

### Pol·linització pel vent
Les flors solen ser inconspícues, verdes, poc cridaneres. Produeixen grans quantitats de grans de pol·len petits i lleugers que són fàcilment transportats pel vent. Per això, el pol·len de les plantes anemòfiles sol causar al·lèrgies. En canvi, el pol·len de plantes pol·linitzades per animals rarament són al·lergògenes.
Tenen estigmes plomosos per a atrapar els grans de pol·len. Creixen en comunitats de baixa diversitat florística i solen ser els exemplars més alts de les seves comunitats. En alguns casos, són visitades per insectes que col·leccionen pol·len però no efectuen una pol·linització efectiva; per tant, no exerceixen una pressió selectiva en l'evolució dels caràcters florals.

### Pol·linització per l'aigua
Certes plantes aquàtiques produeixen pol·len transportat per l'aigua. Produeixen flors petites i inconspícues. Els grans de pol·len tenen adaptacions especials per a ser portats per l'aigua i els estigmes són molt ramificats per a poder atrapar els grans de pol·len. No totes les plantes aquàtiques són pol·linitzades per l'aigua; moltes produeixen flors que emergeixen sobre la superfície i són pol·linitzades per animals.

## Síndromes florals biòtics

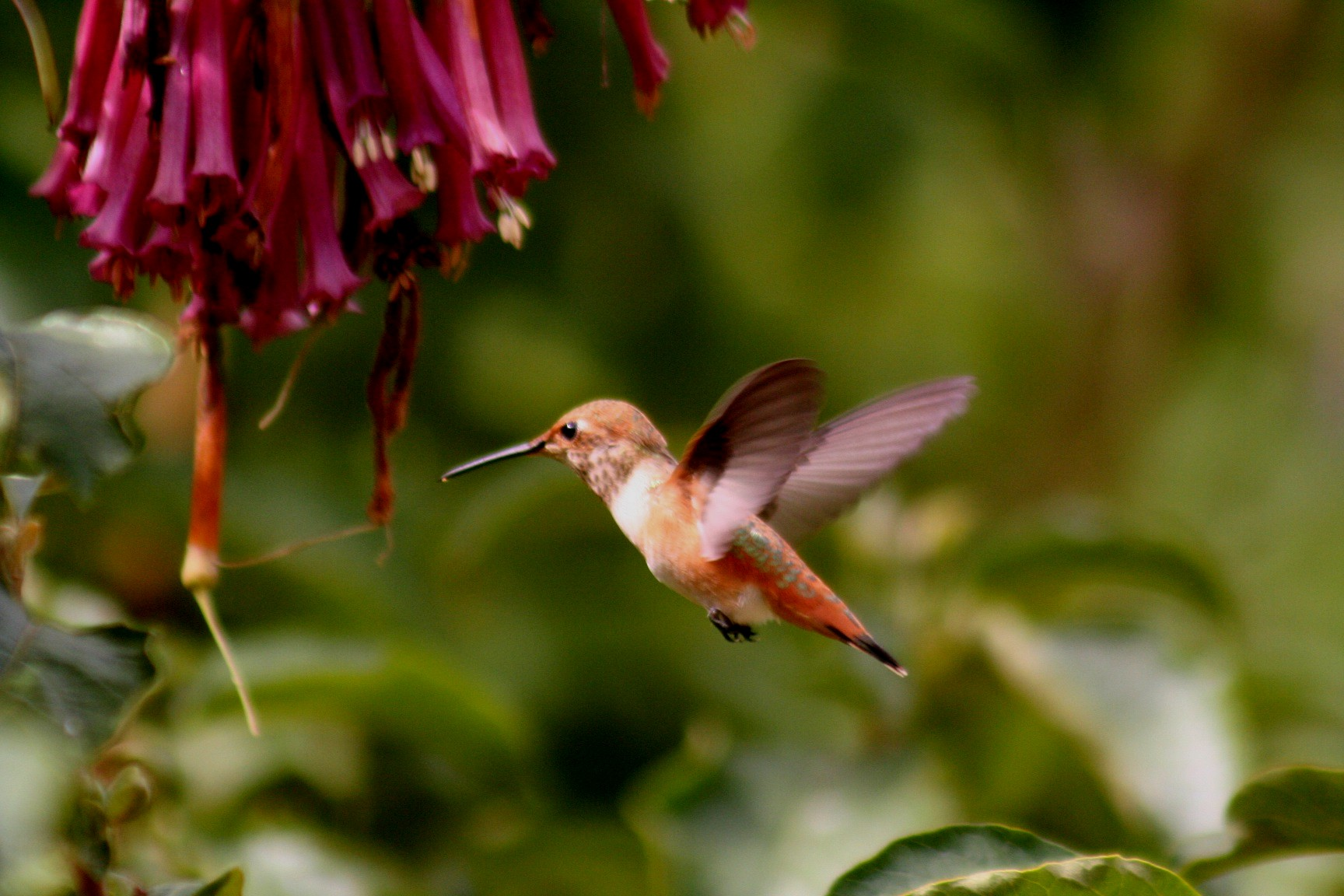
Colibrí pol·linitzant una flor

La majoria de les angiospermes són pol·linitzades per animals i es classifiquen segons el tipus d'animals que les pol·linitzen. Els més comuns són els insectes; per això, a vegades els termes zoofília i entomofília es confonen per la forta interrelació que tenen. Els caràcters florals més importants són:
- Flors hermafrodites amb els dos sexes, que optimitzen al màxim cada una de les visites de l'animal pol·linitzador.
- Pol·len poc abundant i primordis seminals nombrosos (amb freqüència molts primordis dins un mateix ovari) i, per tant, relació pol·len-primordis força baixa. Grans de pol·len grossos amb l'exina ornamentada (s'adhereixen fàcilment al cos del pol·linitzador) i viscosos (s'enganxen els uns amb els altres i es poden dispersar en grup o en massa).
- Sistemes de reclam, per a atraure els pol·linitzadors: flors o inflorescències vistoses, peces bellugadisses (reclam visual) i/o aromes (reclam olfactiu).
- Recompenses diverses: primitivament, pol·len sobrer, després, nèctar. De vegades, teixits nutricis (per exemple, amb lípids), ocasionalment indret de refugi, lloc de posta d'ous. Algunes flors disposen de recompenses simulades (enganys), trampes per a retenir l'animal (Digitalis) o falses parelles sexuals (orquidiàcies).
- Morfologia floral adaptada al pol·linitzador: plataformes, pistes d'aterratge, guies de nèctar; sovint adaptada a uns determinats pol·linitzadors i inadequada per als altres (nèctar amagat al fons de llargs tubs de la corol·la, accessible només per a lepidòpters de llarga espiritrompa o per a ocells de bec llarg i prim).
- Dispositius i estructures per a facilitar la pol·linització: situació d'estams i estigmes, senyals de nèctar, palanques, catapultes o ginys per a retenir el pol·linitzador.

## Biologia

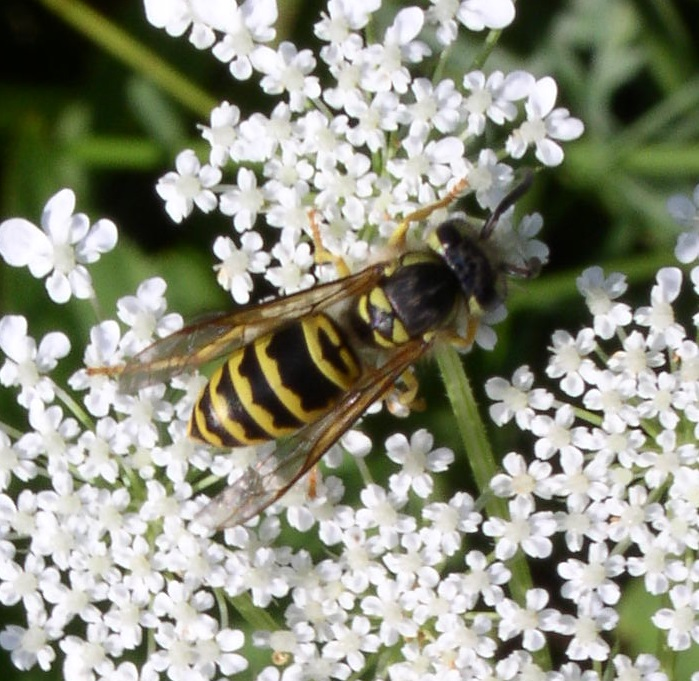
Vespula maculifrons

Les síndromes florals reflecteixen una evolució convergent que limita els tipus de pol·linitzadors i augmenten l'especialització de la planta respecte a la pol·linització. Són la resposta a les pressions selectives exercides per pol·linitzadors compartits. Per exemple, si dues plantes no relacionades són pol·linitzades per arnes nocturnes desenvoluparan caràcters semblants, aquells trets que són més atractius per a tals pol·linitzadors.
- Eficiència de la pol·linització. Una planta busca obtenir el màxim profit de la pol·linització amb un mínim d'inversió. El nèctar és barat, però el pol·len és car. Alguns pol·linitzadors són més eficients que d'altres.
- Constància dels pol·linitzadors. És essencial per a la planta que el pol·linitzador retorni repetidament a la mateixa classe de flor, en cas contrari el pol·len acaba desaprofitat en flors d'altres espècies.
- Els pol·linitzadors fluctuen en la seva abundància independentment de la de les flors. Una planta necessita altres tipus de pol·linitzadors si el que n'és habitual és absent.

## Galeria

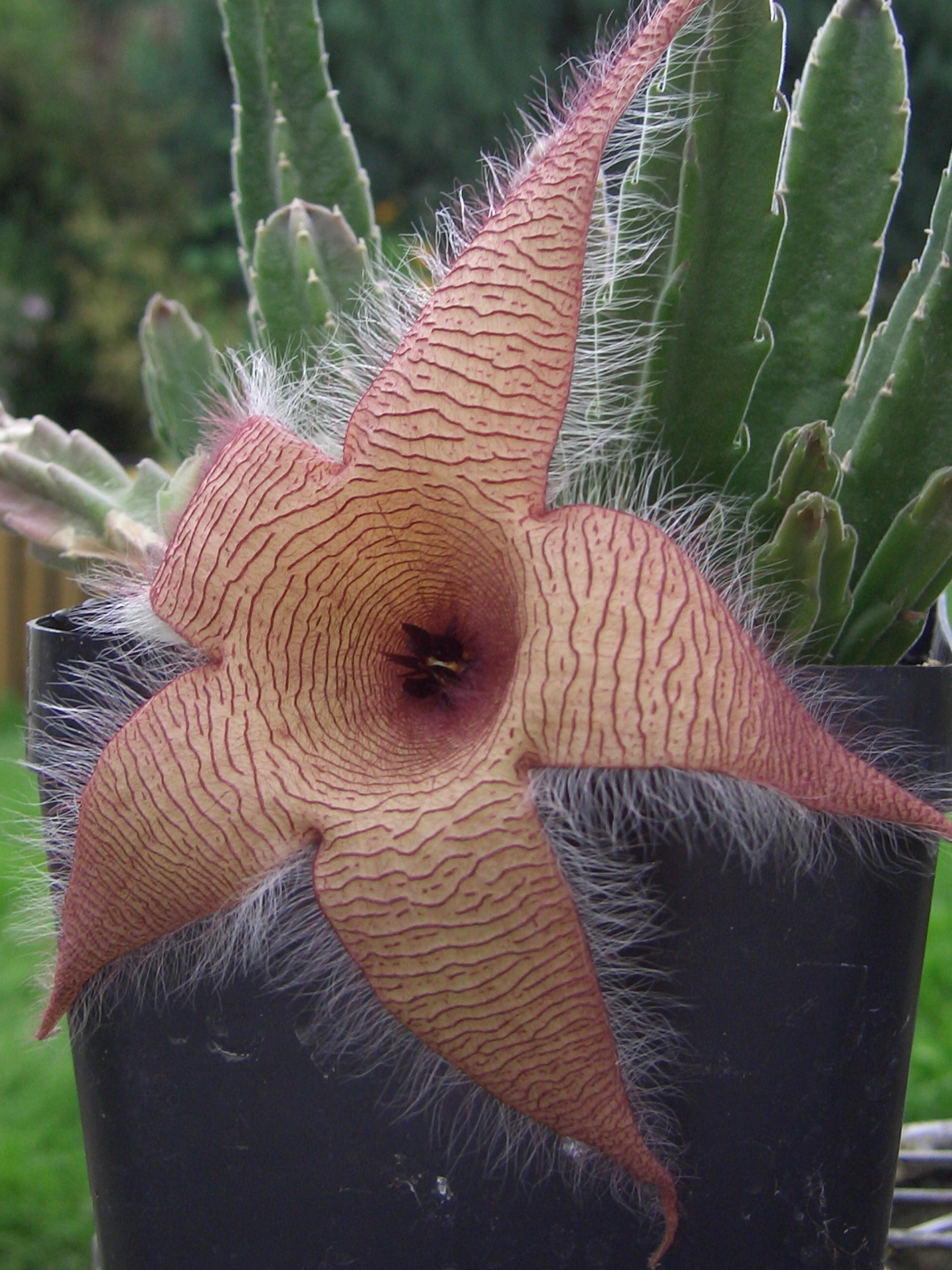
Stapelia gigantea (Sapromiofília)
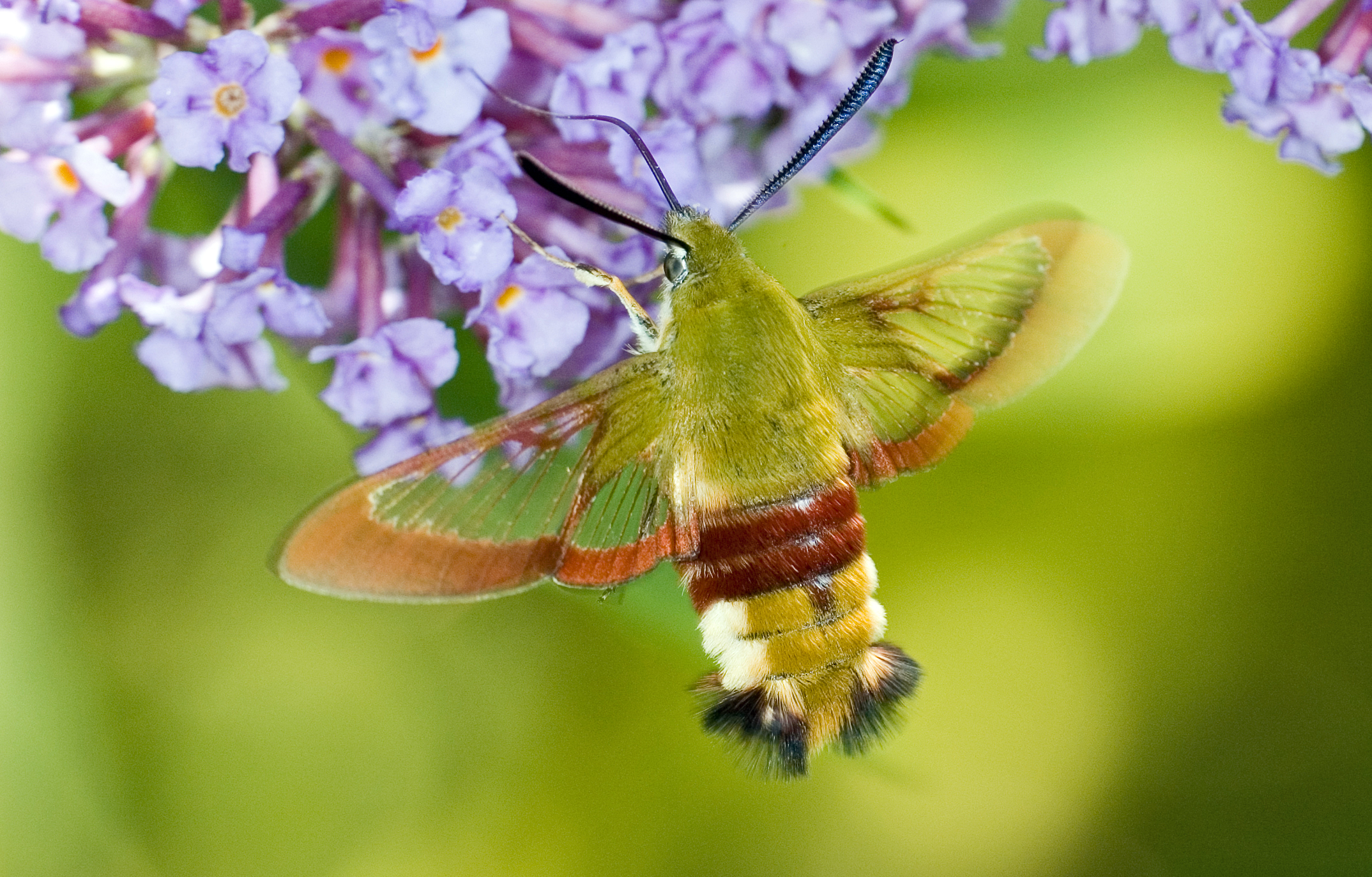
Papallona esfíngida, Hemaris sp. (Falenofília)
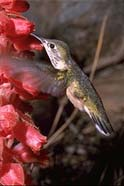
Colibrí Stellula caliope (Ornitofília)
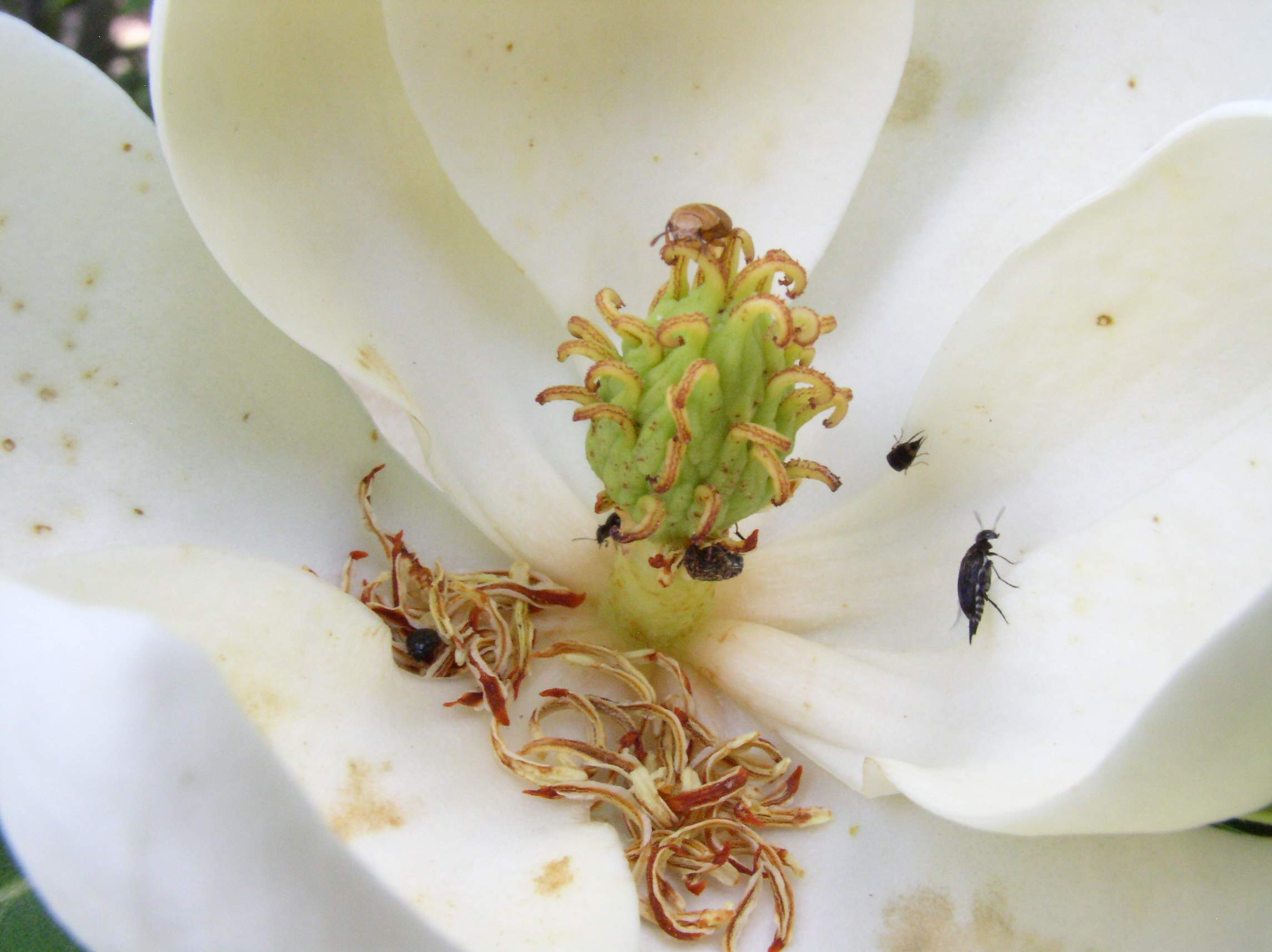
Magnolia, coleòpters Mordellidae (Cantarofília)